# Inauguración papal

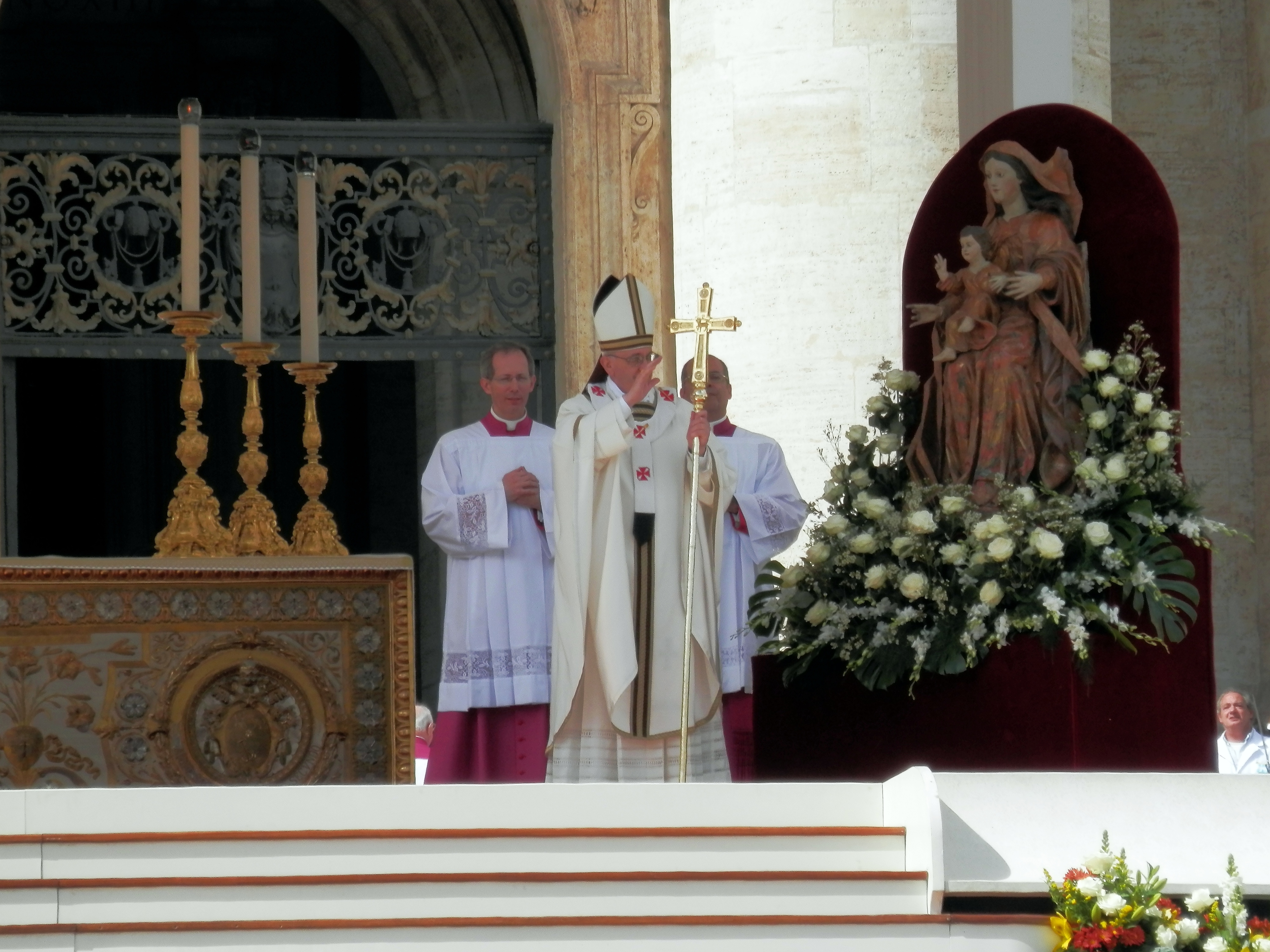
Misa de inauguración del pontificado del papa Francisco.

La inauguración papal o misa de inauguración del pontificado, formalmente celebración eucarística por el inicio del ministerio petrino del obispo de Roma, es un servicio litúrgico de la Iglesia católica (celebrada en el rito romano pero con elementos del rito bizantino) por el papa. Esta misa ya no incluye la antigua ceremonia de coronación papal y viene a sustituir, a efectos prácticos, a ésta.

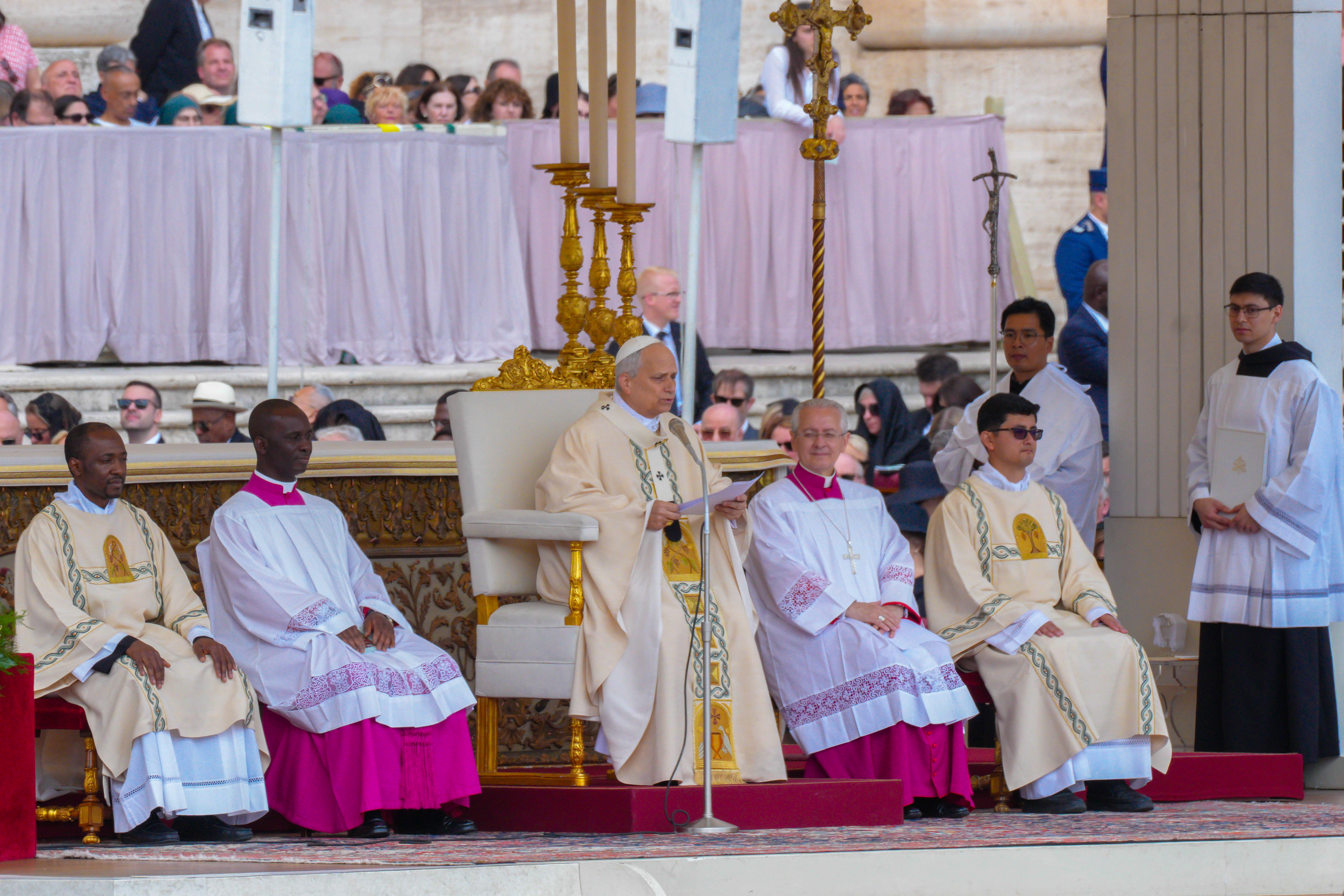
León XIV en su misa de inicio de pontificado

Pablo VI, el último papa que fue coronado con la tiara papal, abandonó el uso de la triple corona en una ceremonia al término del Concilio Vaticano II y donó la tiara a la Basílica del Santuario Nacional de la Inmaculada Concepción, en la ciudad de Washington como un regalo a los católicos de los Estados Unidos. Sin embargo, aún quedan más de veinte tiaras en el Vaticano (una de ellas se sigue usando para coronar la estatua de san Pedro en su festividad). El primer papa en siglos que inauguró su pontificado sin ser coronado fue Juan Pablo I.

## Reemplazo de la coronación
Aunque el papa Pablo VI decidió no usar su tiara, la constitución apostólica Romano Pontifici Eligendo consideraba que sus sucesores deberían usarla. Sin embargo, Juan Pablo I, elegido en el cónclave de agosto de 1978, quería una ceremonia más «simple» y encargó a Virgilio Noè, el maestro de ceremonias pontificias, diseñar una ceremonia nueva.
Su sucesor, Juan Pablo II, mantuvo los cambios hechos por su predecesor, además de unas adiciones. El prefirió que la misa se realizara durante la mañana y no al atardecer, como la de Juan Pablo I. Refiriéndose al uso de la tiara él dijo «Este no es el momento de regresar a una ceremonia con un símbolo considerado, erróneamente, representativo del poder temporal de los papas».
En 1996, con la constitución apostólica Universi Dominici Gregis, Juan Pablo II establece una «solemne ceremonia de inauguración de pontificiado», pero no especifica su tipo, dejándola por lo tanto tal y como el papa electo decida que sea.

## La inauguración moderna
La actual inauguración del pontificado, desarrollada a partir de la de Juan Pablo I, toma lugar durante la misa (usualmente en la Plaza de San Pedro) e incluye la imposición del palio, el símbolo universal de la jurisdicción del papa, y la entrega del Anillo del Pescador.
Hasta hoy han sido cinco los papas que han utilizado la nueva inauguración: Juan Pablo I, Juan Pablo II (ambos en 1978), Benedicto XVI (2005), Francisco (2013) y  León XIV (2025).  
Benedicto XVI mantuvo esos cambios e introdujo uno más: cambió el juramento de obediencia de todos los cardenales uno por uno (el cual ya hicieron en el cónclave tras la elección) por un saludo de respeto prestado por doce personas, representando a toda la Iglesia: los cardenales decanos de los tres órdenes cardenalicios, un obispo, un sacerdote, un diácono, un religioso, una religiosa, un matrimonio y dos jóvenes.

## ElOrdo Rituum pro Ministerii Petrini Initio Romae Episcopi
Mientras que los rituales inaugurales usados por los papas Juan Pablo I y Juan Pablo II eran ad hoc (provisionales), el usado por el papa Benedicto XVI no lo fue. Bajo Juan Pablo II, la Oficina de las Celebraciones Litúrgicas Pontificias preparó una versión permanente del ritual, para ser sometida a revisión y a aprobación como un ordo definitivo por parte de su sucesor. 
El Ordo fue aprobado por Benedicto XVI, con Rescripto Ex audientia Summi Pontificis, el 20 de abril de 2005, el día siguiente de su elección como sumo pontífice. Entonces fue publicado como libro litúrgico oficial de la Iglesia con el nombre Ordo Rituum pro Ministerii Petrini Initio Romae Episcopi (Orden de los Rituales para el Inicio del Ministerio Petrino del Obispo de Roma). Este nuevo ordo ha de ser una versión permanente del rito de la inauguración y, en una rueda de prensa que sostuvo poco antes de la inauguración de Benedicto XVI, el arzobispo Piero Marini, maestro de las celebraciones litúrgicas pontificias, lo describió como parte de la aplicación a los ritos papales de las reformas litúrgicas hechas tras el Concilio Vaticano II. El nuevo papa tiene autoridad para alterar este rito de la inauguración, si, por ejemplo, él decide incluir una ceremonia de coronación.
El Ordo Rituum pro Ministerii Petrini Initio Romae Episcopi que fue aprobado en 2005 nó solo contiene el rito de la inauguración del pontificado, sino también la misa de entronización del nuevo papa en la Cathedra Romana (Cátedra Romana), el trono del Obispo de Roma en la Basílica de Letrán, la catedral y principal basílica de Roma y del mundo, precediendo en importancia incluso a la Basílica vaticana. Los papas usualmente toman posesión de la Basílica de Letrán unos días después de la inauguración del pontificado. Benedicto XVI lo hizo el 7 de marzo de 2005. Este rito, conocido en latín como incathedratio, es el último de los ritos inaugurales del sumo pontífice.
El 18 de febrero de 2013, el papa Benedicto XVI aprobó algunas modificaciones respecto al Ordo publicado en 2005. Sobre todo, cabe destacar, que los ritos significativos de estas celebraciones se celebrarán antes y fuera de la Santa Misa, ya no dentro de la misma. También se fijó que el acto de «obediencia» será realizado por todos los cardenales presentes en la concelebración. El actual Ordo, sin prever otras posibilidades, indica un repertorio musical en general nuevo, compuesto con ocasión de la redacción del Ordo mismo. Lo dispuesto por Benedicto XVI ofrece en cambio una mayor libertad en la elección de las partes cantadas, valorando el rico repertorio musical de la historia de la Iglesia.
El Ordo presenta, también, la visita del nuevo pontífice a las otras dos basílicas papales de San Pablo Extramuros y de Santa María la Mayor. Dichas celebraciones podrán consistir en una Santa Misa, la celebración de la liturgia de las Horas o un acto litúrgico particular